# Nederlandse kampioenschappen indooratletiek 1985
De Nederlandse kampioenschappen indooratletiek 1985 werden op 2 en 3 februari in de Eurohal in Maastricht gehouden.

## Uitslagen

### 60 m
| rang   | atleet               | prestatie |
| ------ | -------------------- | --------- |
| Goud   | Peter van der Heyden | 6,89 s    |
| Zilver | Jeroen Ooievaar      | 6,98 s    |
| Brons  | Achmed de Kom        | 7,01 s    |

| rang   | atlete       | prestatie |
| ------ | ------------ | --------- |
| Goud   | Els Vader    | 7,27 s    |
| Zilver | Nelli Cooman | 7,29 s    |
| Brons  | Martha Derby | 7,56 s    |

### 200 m
| rang   | atleet          | prestatie |
| ------ | --------------- | --------- |
| Goud   | Achmed de Kom   | 21,75 s   |
| Zilver | Diederik Everts | 21,91 s   |
| Brons  | Jeroen Ooievaar | 22,34 s   |

| rang   | atlete       | prestatie |
| ------ | ------------ | --------- |
| Goud   | Els Vader    | 23,52 s   |
| Zilver | Nelli Cooman | 25,01 s   |
| Brons  | Gretha Tromp | 25,44 s   |

### 400 m
| rang   | atleet          | prestatie |
| ------ | --------------- | --------- |
| Goud   | Arjen Visserman | 47,79 s   |
| Zilver | Allan Ellsworth | 47,90 s   |
| Brons  | Oscar Terol     | 48,88 s   |

| rang   | atlete          | prestatie |
| ------ | --------------- | --------- |
| Goud   | Tanja Tjepkema  | 54,48 s   |
| Zilver | Marjo van Agt   | 55,41 s   |
| Brons  | Yvonne van Dorp | 59,87 s   |

### 800 m
| rang   | atleet         | prestatie |
| ------ | -------------- | --------- |
| Goud   | Han Kulker     | 1.49,02   |
| Zilver | Herman Hofstee | 1.50,38   |
| Brons  | Luc Bakker     | 1.50,46   |

| rang   | atlete                   | prestatie |
| ------ | ------------------------ | --------- |
| Goud   | Elly van Hulst           | 2.09,09   |
| Zilver | Margriet Thuyls-de Graaf | 2.10,24   |
| Brons  | Ali Monsma               | 2.11,72   |

### 1500 m
| rang   | atleet        | prestatie |
| ------ | ------------- | --------- |
| Goud   | Han Kulker    | 3.50,43   |
| Zilver | Siem Boekel   | 3.52,55   |
| Brons  | Marc Borghans | 3.52,85   |

| rang   | atlete         | prestatie |
| ------ | -------------- | --------- |
| Goud   | Elly van Hulst | 4.19,42   |
| Zilver | Krista Aukema  | 4.31,58   |
| Brons  | Judy Broer     | 4.34,37   |

### 3000 m
| rang   | atleet        | prestatie |
| ------ | ------------- | --------- |
| Goud   | Joost Borm    | 8.09,48   |
| Zilver | Aart Bakker   | 8.14,20   |
| Brons  | Marc Borghans | 8.17,48   |

| rang   | atlete         | prestatie |
| ------ | -------------- | --------- |
| Goud   | Elly van Hulst | 9.18,42   |
| Zilver | Judy Broer     | 10.06,11  |
| Brons  | Suus Baggen    | 10.09,37  |

### 5000 m snelwandelen
| rang   | atleet                     | prestatie |
| ------ | -------------------------- | --------- |
| Goud   | Jan Cortenbach             | 22.59,27  |
| Zilver | Dirk Maassen van der Brink | 23.11,52  |
| Brons  | Ton van Andel              | 23.12,00  |

### 60 m horden
| rang   | atleet         | prestatie |
| ------ | -------------- | --------- |
| Goud   | Emiel Mellaard | 8,08 s    |
| Zilver | Jan Harland    | 8,18 s    |
| Brons  | Ysbrand Visser | 8,25 s    |

| rang   | atlete           | prestatie |
| ------ | ---------------- | --------- |
| Goud   | Nancy Been       | 8,78 s    |
| Zilver | Edine van Heezik | 8,83 s    |
| Brons  | Marjan Goedhart  | 9,07 s    |

### hoogspringen
| rang   | atleet           | prestatie |
| ------ | ---------------- | --------- |
| Goud   | Ruud Wielart     | 2,09 m    |
| Zilver | Rene van Loon    | 2,03 m    |
| Brons  | Raymond de Vries | 2,03 m    |

| rang   | atlete                | prestatie |
| ------ | --------------------- | --------- |
| Goud   | Jolanda Bleeker       | 1,78 m    |
| Zilver | Ellen Neelen          | 1,70 m    |
| Brons  | Monique van der Weide | 1,70 m    |

### hink-stap-springen
| rang   | atleet            | prestatie |
| ------ | ----------------- | --------- |
| Goud   | Paul Lucassen     | 15,19 m   |
| Zilver | Hein Macnack      | 14,75 m   |
| Brons  | Peter van Leeuwen | 14,68 m   |

### polsstokhoogspringen
| rang   | atleet         | prestatie |
| ------ | -------------- | --------- |
| Goud   | Marco Meulink  | 4,70 m    |
| Zilver | Jan Harland    | 4,60 m    |
| Brons  | Eltjo Schutter | 4,50 m    |

### verspringen
| rang   | atleet          | prestatie |
| ------ | --------------- | --------- |
| Goud   | Hein Macnack    | 7,43 m    |
| Zilver | Luuk Bijleveld  | 7,08 m    |
| Brons  | Ruud van Maurik | 7,07 m    |

| rang   | atlete                        | prestatie |
| ------ | ----------------------------- | --------- |
| Goud   | Els Boersma                   | 5,88 m    |
| Zilver | Marjan Goedhart               | 5,86 m    |
| Brons  | Désiree van Brussel-ter Braak | 5,77 m    |

### kogelstoten
| rang   | atleet        | prestatie |
| ------ | ------------- | --------- |
| Goud   | Erik de Bruin | 18,52 m   |
| Zilver | Ron Schenk    | 15,94 m   |
| Brons  | Ko Scheurer   | 15,19 m   |

| rang   | atlete                | prestatie |
| ------ | --------------------- | --------- |
| Goud   | Deborah Dunant        | 14,83 m   |
| Zilver | Tine Schenkels        | 14,10 m   |
| Brons  | Mirjam van der Bremen | 13,16 m   |

1969 · 
1970 · 
1971 · 
1972 · 
1973 · 
1974 · 
1975 · 
1976 · 
1977 · 
1978 · 
1979 ·
1980 · 
1981 · 
1982 · 
1983 · 
1984 · 
1985 · 
1986 · 
1987 · 
1988 · 
1989 · 
1990 · 
1991 · 
1992 · 
1993 · 
1994 · 
1995 · 
1996 · 
1997 · 
1998 · 
1999 · 
2000 · 
2001 · 
2002 · 
2003 · 
2004 · 
2005 · 
2006 · 
2007 · 
2008 · 
2009 · 
2010 · 
2011 · 
2012 · 
2013 · 
2014 ·
2015 ·
2016 ·
2017 ·
2018 ·
2019 · 
2020 · 
2021 · 
2022 · 
2023 · 
2024 · 
2025